# Rimi Sen
Rimi Sen, właściwie Shoumitra Sen, beng. রিমি সেন (ur. 21 września 1981 w Kalkucie) – indyjska aktorka. 
Przeniosła się do Bobmaju, aby grać w filmach Bollywoodu. Za swój debiut w 2003 roku (w filmach Hungama i Ogrodnik) nominowana do nagrody za najlepszy debiut.

## Filmografia
| Rok  | Film                  | Rola                           | Uwagi                  |
| ---- | --------------------- | ------------------------------ | ---------------------- |
| 2003 | Hungama               | Anjali                         | 2003)                  |
| 2003 | Ogrodnik              | Payal Malhotra                 | (3 października 2003)  |
| 2004 | Dhoom                 | Mrs. Sweety Dixit (jako Rimii) | (2004)                 |
| 2005 | Garam Masala          | Anjali                         | (2005)                 |
| 2005 | Kyon Ki               | Maya                           | (2005)                 |
| 2005 | Deewane Huye Pagal    | Tanya/Natasha                  | (2005)                 |
| 2006 | Phir Hera Pheri       | Anjali                         | (2006)                 |
| 2006 | Szalona przyjaźń      | Nirali                         | (14 lipca 2006)        |
| 2006 | Dost - My Best Friend |                                | (2006)                 |
| 2006 | De Taali              |                                | (2006)                 |
| 2006 | Dhoom 2               | P. Sweety Dixit (gościnnie)    | (2006)                 |
| 2007 | Yahan Ke Hum Sikander |                                | (2007) (zapowiedziany) |
| 2007 | Hattrick              | Kashmira                       | (2007)                 |
| 2007 | Johnny Gaddaar        | Minni                          | (2007)                 |
| 2007 | Airport               | Kashmira                       | (2008)                 |